# Route européenne 902
Pour les articles homonymes, voir E902 et Route 902.
La route européenne 902, composée de l'Autovía A-44, relie Bailén à Malaga.